# Гвоздарь Световидова
Гвозда́рь Светови́дова (лат. Gvozdarus svetovidovi) — морская, антарктическая, вторичнопелагическая лучепёрая рыба из семейства нототениевых (Nototheniidae) отряда окунеобразных (Perciformes).  Входит в состав подсемейства Плеураграммины (Pleuragramminae).
Впервые этот вид и род Gvozdarus были описаны в 1989 году российским ихтиологом А. В. Балушкиным по голотипу — неполовозрелой самке стандартной длиной 453 мм, пойманной донным тралом в море Росса в Восточной Антарктике (см. карту). Латинизированное название рода Gvozdarus происходит от одного из русских названий обыкновенного судака (Sander lucioperca) — гвоздаря, расположение и форма челюстных зубов которого сходны с описанным видом из Антарктики. Вид назван в честь известного советского (российского) ихтиолога А. Н. Световидова (1903—1985).
Пелагический, вероятно, больше придонно-пелагический, крупный вид, тяготеющий к батиальным глубинам более 500 м. Максимальные размеры, очевидно, заметно превышают 1 м. Довольно редкий вид, до настоящего времени известный только по двум экземплярам из окраинных морей Восточной Антарктики (см. карту). Вероятно, имеет циркумполярно-антарктический ареал. Согласно схеме зоогеографического районирования по донным рыбам Антарктики, предложенной А. П. Андрияшевым и А. В. Нееловым, ареал вида находится в границах восточноантарктической провинции гляциальной подобласти Антарктической области.
Может встречаться в уловах донных и разноглубинных (пелагических) тралов на батиальных глубинах во внутришельфовых депрессиях шельфа Антарктиды и, вероятно, на континентальном склоне.

## Характеристика гвоздаря Световидова

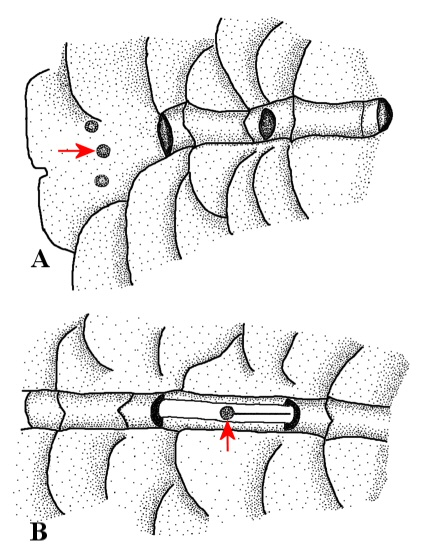
Строение дорсальной боковой линии у гвоздаря Световидова (правая сторона): A — переход переднего участка канала боковой линии, представленного трубчатыми чешуями, в участок, представленный свободными невромастами (3 невромаста показаны стрелкой). B — Вскрытый канал боковой линии между двумя порами, проходящий в трубчатой чешуе; стрелкой показан внутриканальный невромаст, иннервирующийся веточкой нерва, идущей вдоль канала к переднему краю чешуи

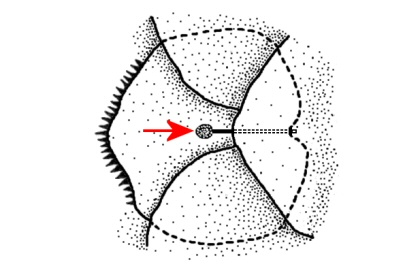
Строение медиальной боковой линии у гвоздаря Световидова (правая сторона): стрелкой показан свободный невромаст, иннервирующийся веточкой нерва, идущей по поверхности непрободённой чешуи к её переднему краю (прерывистыми линиями обозначены скрытые под чешуёй участки

В первом спинном плавнике 6—7 гибких колючих лучей; во втором спинном плавнике 30—34 членистых луча, в анальном плавнике 31 членистый луч, в грудном плавнике 27—28 лучей; в хвостовом плавнике 15 основных лучей. Три или четыре туловищных боковых линии. Жаберная перепонка поддерживается семью бранхиостегальными лучами. Тычинки на первой жаберной дуге многочисленные, расположены в 2 ряда; общее число тычинок  36—39, из них в нижней части дуги — 19—22 тычинок, в верхней части — 16—17 тычинок. Общее число позвонков — 50—51, из них — 18 туловищных и 32—33 хвостовых.
Тело удлинённое, умеренно сжатое с боков, покрытое главным образом очень мелкой ктеноидной чешуёй; общее число рядов чешуй на туловище достигает 110—112. Участки с циклоидной чешуёй имеются на спине перед первым спинным плавником, позади головы, на основаниях грудных плавников, а также на брюхе. На голове чешуйный покров практически не развит, кроме небольших пятен циклоидной чешуи на щеках (за углом рта), а также за глазами и в верхней части жаберной крышки.
Голова умеренная в длину (около 29—31 % стандартной длины тела). Рыло закруглённо-притуплённое, заметно длиннее (около 34—36 % длины головы), чем диаметр орбиты (19—20 % длины головы). Межглазничное пространство плоское и широкое (31—33 % длины головы). Рот конечный, большой, с несколько косой ротовой щелью. Вершина нижней челюсти едва выступает вперёд. Верхняя челюсть, в отличие от других нототениевых рыб, невыдвижная. Расположение и форма челюстных зубов также заметно отличаются от прочих рыб семейства нототениевых. Мелкие остроконические зубы расположены в 3—6 рядов на вершине нижней челюсти; в задней части челюстной кости имеются 8—10 крупных клыковидных зубов. На вершине верхней челюсти мелкие конические зубы расположены в 4—6 рядов, в крайнем внутреннем ряду имеются 3—4 крупных клыковидных зуба. Сошник и нёбные кости без зубов. Оба спинных плавника разделены узким междорсальным промежутком. Первый спинной плавник короткий и низкий (высота около 7 % стандартной длины). Второй спинной и анальный плавники низкие, их высота, соответственно составляет 8—9 и 7—8 % стандартной длины. Брюшной плавник короткий (около 8 % стандартной длины). Жаберная перепонка приращена к истмусу (межжаберному промежутку) очень узким передним участком.
На голове сейсмосенсорные каналы боковой линии с мелкими порами. Строение туловищных боковых линий довольно необычно для нототениевых рыб. Имеются три хорошо развитых туловищных боковых линии — дорсальная, медиальная и инфраанальная, а также одна дополнительная — супрадорсальная линия, представленная тремя косыми разорванными участками, лежащими вблизи основания второго спинного плавника. Трубчатые чешуи, числом около 10—11, присутствуют лишь в переднем (очень коротком) участке дорсальной (основной) боковой линии, доходящем до уровня основания первого луча второго спинного плавника. В задней, бо́льшей части, дорсальной боковой линии имеется около 20 прободённых чешуй со свободными невромастами, которые сгруппированы по 3 в коротком вертикальном ряду на каждой чешуйке. Все остальные боковые линии представлены прободёнными или непрободёнными чешуями со свободными невромастами, расположенными главным образом по одному на каждой чешуйке.
Общая окраска тела у живых рыб пелагическая, с тёмной спинкой, боками серебристо-бело-металлического цвета и светло-серой нижней частью тела. У фиксированных в формалине или спирте рыб окраска тела серая или бурая. Хвостовой плавник тёмный, чернеющий к заднему краю, плавниковая складка светлее, чем лучи. Остальные плавники светло-серые, с прозрачной плавниковой складкой. Ротовая и жаберная полости тёмно-коричневые, практически чёрные.

## Распространение и батиметрическое распределение
Гвоздарь Световидова известен лишь по двум находкам в окраинных морях Восточной Антарктики —  в море Росса (голотип) и у Земли Эндерби в море Содружества, где он был пойман донным тралом, соответственно, 19 февраля 1970 г. и 21 января 1988 г. на глубинах 556 и 295—515 м.

## Размеры
Крупный вид, уступающий размерами в подсемействе нототениин только двум видам клыкачей. Известен по двум неполовозрелым самкам общей длиной 583 мм (голотип, 453 мм стандартная длина) и 613 мм (515 мм стандартная длина, вес 2,6 кг). Вероятно, максимальная длина вида значительно превышает 1 м.

## Образ жизни
Сведения по образу жизни практически отсутствуют. Бентопелагический или пелагический вид, населяющий мезо- и батипелагиаль. Судя по содержимому желудков, в которых присутствовали антарктическая серебрянка (Pleuragramma antarcticum), переваренная рыба и кальмары, а также по многочисленным, дифференцированным по форме и размеру зубам, является преимущественным хищником-ихтиофагом.
Оба известных экземпляра гвоздаря Световидова являются неполовозрелыми самками. У экземпляра общей длиной 613 мм и весом 2,6 кг яичники  были слаборазвиты, их длина не превышала 2,8 см.

## Близкие виды
В 1994 году российским и немецким ихтиологами О. С. Воскобойниковой и А. Келлерманном (нем. A. Kellermann) по личинке — голотипу общей длиной 29,9 мм (29,2 мм стандартная длина) из моря Уэдделла был описан вид Gvozdarus balushkini. До сих пор этот вид остаётся известным только по голотипу. Необходимы дополнительные исследования для подтверждения самостоятельного статуса этого вида.
Наиболее филогенетически близкими видами к гвоздарю Световидова являются 4 вторичнопелагических вида других родов, принадлежащие к тому же подсемейству плеураграммины: антарктическая серебрянка, длиннопёрая нототения (Aethotaxis mitopteryx) и 2 вида клыкачей рода Dissostichus.